# Host Bus Adapter
Host Bus Adapter (HBA) är en sorts nätverkskort som installeras i datorer som skall ha SAN-anslutning, dvs till ett nätverk med hårddiskar. 
I regel används SCSI-protokollet Fibre Channel.